# بطولة أوروبا لكرة الهدف
بطولة أوروبا الإقليمية لكرة الهدف التابعة للاتحاد الدولي لرياضة المكفوفين (بالإنجليزية: IBSA Europe Regional Goalball Championships) هي واحدة من مناطق المنافسة الأربع المستخدمة في تصفيات بطولة العالم والألعاب البارالمبية لكرة الهدف، وهي رياضة جماعية للرياضيين الذين يعانون من ضعف البصر. يتم إجراؤها بموجب قواعد الاتحاد الدولي للرياضات للمكفوفين، والمناطق الأخرى هي أفريقيا، وأمريكا، ومنطقة آسيا والمحيط الهادئ. في حين أن إسرائيل تقع في منطقة غرب آسيا الجغرافية، فإنها تتنافس ضمن منطقة أوروبا. 
تضم المنطقة عددًا كبيرًا من البلدان المتنافسة، وبموجب القواعد، حيث يوجد أكثر من ستة عشر فريقًا، يتم إنشاء "قسمين". واعتباراً من عام 2024، تضم أوروبا ثلاثة أقسام (أ، ب، ج) للرياضيين الذكور، وقسمين (أ، ب) للرياضيات الإناث. وتتمثل الممارسة عادةً في عقد "المجموعتين" (أ) و(ج) في عام واحد، والمجموعة (ب) في العام التالي؛ حيث تكون المجموعة (أ) هي الأعلى مرتبة.  

## الاستضافات – قبل عام 2002

### جريف 1983
أقيمت بطولة أوروبا عام 1983 في جريف، الدنمارك.
وكان هناك اثنا عشر فريقًا للرجال: النمسا، وبلجيكا، وبلغاريا، والدنمارك، وفنلندا، وبريطانيا العظمى، وألمانيا، وهولندا، والمجر، وبولندا، والسويد، ويوغوسلافيا. جاءت النمسا في المركز الأول، ويوغوسلافيا في المركز الثاني، وهولندا في المركز الثالث.
وكان هناك خمسة فرق نسائية: بلجيكا، والدنمارك، وفنلندا، وألمانيا، وهولندا. جاءت الدنمارك في المركز الأول، ويوغوسلافيا في المركز الثاني، وهولندا في المركز الثالث.

### أولشتين 1985
أقيمت بطولة أوروبا عام 1985 في أولشتين، بولندا.
وكان هناك ثلاثة عشر فريقًا للرجال: النمسا، بلجيكا، بلغاريا، الدنمارك، فنلندا، فرنسا، بريطانيا العظمى، ألمانيا، هولندا، المجر، إيطاليا، بولندا، ويوغوسلافيا. جاءت يوغوسلافيا في المركز الأول، وألمانيا في المركز الثاني، والمجر في المركز الثالث.
وكان هناك ستة فرق نسائية: بلغاريا، والدنمارك، وفنلندا، وألمانيا، وهولندا، وبولندا. جاءت ألمانيا في المركز الأول، والدنمارك في المركز الثاني، وفنلندا في المركز الثالث.

### ميلتون كينز 1987
أقيمت بطولة أوروبا عام 1987 في ميلتون كينز، إنجلترا.
وكان هناك اثنا عشر فريقًا للرجال: النمسا، وبلجيكا، والدنمارك، وفنلندا، وفرنسا، وبريطانيا العظمى، وألمانيا، وهولندا، والمجر، وإسرائيل، والسويد، ويوغوسلافيا. جاءت يوغوسلافيا في المركز الأول، وهولندا في المركز الثاني، وإسرائيل في المركز الثالث.
وكان هناك خمسة فرق نسائية: الدنمارك، وفنلندا، وبريطانيا العظمى، وألمانيا، وهولندا. جاءت الدنمارك في المرتبة الأولى، وهولندا في المرتبة الثانية، وبريطانيا العظمى في المرتبة الثالثة.

### فايله 1989
أقيمت بطولة أوروبا عام 1989 في فايلي، الدنمارك.
كان هناك أحد عشر فريقًا للرجال: النمسا، بلغاريا، الدنمارك، فنلندا، بريطانيا العظمى، ألمانيا، هولندا، المجر، السويد، الاتحاد السوفييتي، ويوغوسلافيا. جاءت يوغوسلافيا في المركز الأول، وألمانيا في المركز الثاني، وفنلندا في المركز الثالث.
وكان هناك ستة فرق نسائية: الدنمارك، وفنلندا، وبريطانيا العظمى، وألمانيا، وهولندا، والسويد. جاءت الدنمارك في المركز الأول، وهولندا في المركز الثاني، وألمانيا في المركز الثالث.

### لاهتي 1991
أقيمت بطولة أوروبا عام 1991 في لاهتي، فنلندا.
كان هناك خمسة عشر فريقًا للرجال: بلجيكا، بلغاريا، تشيكوسلوفاكيا، الدنمارك، فنلندا، فرنسا، بريطانيا العظمى، ألمانيا، هولندا، المجر، إسرائيل، إيطاليا، إسبانيا، السويد، والاتحاد السوفييتي. جاءت إسرائيل في المرتبة الأولى، وإيطاليا في المرتبة الثانية، والمجر في المرتبة الثالثة.
وكان هناك ثمانية فرق نسائية: بلجيكا، والدنمارك، وفنلندا، وبريطانيا العظمى، وألمانيا، وهولندا، وإسبانيا، والسويد. جاءت السويد في المركز الأول، وفنلندا في المركز الثاني، والدنمارك في المركز الثالث. 

### لوفبرا 1993
أقيمت بطولة أوروبا عام 1993 في لوبورو، إنجلترا.
وكان هناك سبعة عشر فريقًا للرجال: كرواتيا، جمهورية التشيك، الدنمارك، فنلندا، بريطانيا العظمى، ألمانيا، هولندا، المجر، إسرائيل، إيطاليا، ليتوانيا، بولندا، روسيا، سلوفينيا، سلوفاكيا، وإسبانيا. جاءت فنلندا في المركز الأول، وجمهورية التشيك في المركز الثاني، وإيطاليا في المركز الثالث.
وكان هناك ثمانية فرق نسائية: بلجيكا، والدنمارك، وفنلندا، وبريطانيا العظمى، وألمانيا، وهولندا، وإسبانيا، والسويد. جاءت فنلندا في المركز الأول، والدنمارك في المركز الثاني، وألمانيا في المركز الثالث.

### التصفيات الإقليمية لعام 1997 (ستوكهولم ونوتنغهام)
قسم الرجال
أقيمت بطولة أوروبا للرجال عام 1997 في ستوكهولم بالسويد، بمشاركة ثمانية فرق للرجال: الدنمارك، ألمانيا، المجر، ليتوانيا، بولندا، سلوفينيا، إسبانيا، والسويد.  
وجاءت سلوفينيا في المركز الأول، والدنمارك في المركز الثاني، والسويد في المركز الثالث.
قسم السيدات
أقيمت بطولة أوروبا للرجال عام 1997 في ستوكهولم بالسويد، بمشاركة ثمانية فرق للرجال: الدنمارك، ألمانيا، المجر، ليتوانيا، بولندا، سلوفينيا، إسبانيا، والسويد.
وجاءت فنلندا في المركز الأول، والسويد في المركز الثاني، وهولندا في المركز الثالث.

### والسال 1999
أقيمت بطولة أوروبا عام 1999 في والسال بإنجلترا.
وكان هناك ثمانية فرق للرجال: الدنمارك، وبريطانيا العظمى، وألمانيا، والمجر، وليتوانيا، وسلوفينيا، وإسبانيا، والسويد. جاءت الدنمارك في المركز الأول، والمجر في المركز الثاني، والسويد في المركز الثالث.
وكان هناك ستة فرق نسائية: الدنمارك، وفنلندا، وبريطانيا العظمى، وألمانيا، وهولندا، والسويد. جاءت فنلندا في المركز الأول، والسويد في المركز الثاني، وهولندا في المركز الثالث.

### 2001 رجونلس (بودابست ونربلت)
قسم الرجال
أقيمت منافسات القسم الرجالي لبطولة أوروبا 2001 في بودابست، المجر. وكان هناك ثمانية فرق للرجال: الدنمارك، وفنلندا، وألمانيا، والمجر، وليتوانيا، وسلوفينيا، وإسبانيا، والسويد.  
وجاءت المجر في المركز الأول، وليتوانيا في المركز الثاني، وألمانيا في المركز الثالث.
قسم السيدات
أقيم قسم السيدات في نيربيلت، بلجيكا. وكان هناك ستة فرق نسائية: الدنمارك، فنلندا، ألمانيا، هولندا، إسبانيا، وأوكرانيا.  
جاءت هولندا في المركز الأول، وفنلندا في المركز الثاني، والدنمارك في المركز الثالث.

## الاستضافة – قسم أ

### نربلت 2005
أقيمت بطولة أوروبا الإقليمية لكرة الهدف التابعة للاتحاد الدولي لرياضة المكفوفين الإقليمية لعام 2005 في الفترة من 15 إلى 23 أكتوبر 2005، في نيربيلت وأوفربيلت، بلجيكا. نظمها الاتحاد الرياضي الفلمنكي للأشخاص ذوي الإعاقة)، وأقيمت المباريات في المجال الإقليمي دوميلهوف سبورت ‏ في نيربيلت، والمركز الرياضي دي بيمفورت في أوفيربيلت.  
كان هناك أربعة عشر فريقًا للرجال في المجموعتين أ و ب: بلجيكا، جمهورية التشيك، الدنمارك، فنلندا، بريطانيا العظمى، ألمانيا، المجر، إيطاليا، ليتوانيا، سلوفينيا، سلوفاكيا، إسبانيا، السويد، وأوكرانيا. جاءت الدنمارك في المركز الأول، وإسبانيا في المركز الثاني، والسويد في المركز الثالث.
وكان هناك عشرة فرق نسائية: بيلاروسيا، جمهورية التشيك، فنلندا، بريطانيا العظمى، ألمانيا، اليونان، هولندا، إسبانيا، السويد، وأوكرانيا. جاءت ألمانيا في المركز الأول، والدنمارك في المركز الثاني، واليونان في المركز الثالث.

### أنطاليا 2007
أقيمت بطولة أوروبا الإقليمية لكرة الهدف التابعة للاتحاد الدولي لرياضة المكفوفين لعام 2007، التي استضافتها الاتحاد التركي للرياضات للمكفوفين، في صالة أوهيب كوليجي سبور، أنطاليا، تركيا.
وكان هناك ثمانية فرق للرجال: بلجيكا، والدنمارك، وألمانيا، والمجر، وليتوانيا، وسلوفينيا، وإسبانيا، والسويد. جاءت ليتوانيا في المركز الأول، وإسبانيا في المركز الثاني، وألمانيا في المركز الثالث.
وكان هناك إحدى عشر فريقًا نسائيًا: الدنمارك، وفنلندا، وبريطانيا العظمى، وألمانيا، واليونان، وهولندا، وروسيا، وإسبانيا، والسويد، وتركيا، وأوكرانيا. جاءت فنلندا في المركز الأول، والدنمارك في المركز الثاني، وأوكرانيا في المركز الثالث.

### ميونخ 2009
أقيمت بطولة أوروبا 2009 في ميونيخ، ألمانيا.
وكان هناك ثمانية فرق للرجال: بلجيكا، والدنمارك، وألمانيا، والمجر، وليتوانيا، وسلوفينيا، وإسبانيا، والسويد. جاءت ليتوانيا في المركز الأول، وسلوفينيا في المركز الثاني، والسويد في المركز الثالث.
وكان هناك إحدى عشر فريقًا نسائيًا: الدنمارك، وفنلندا، وبريطانيا العظمى، وألمانيا، واليونان، وإسرائيل، وروسيا، وإسبانيا، والسويد، وتركيا، وأوكرانيا. جاءت بريطانيا العظمى في المرتبة الأولى، والدنمرك في المرتبة الثانية، وفنلندا في المرتبة الثالثة.

### أسينز 2011
أقيمت بطولة أوروبا الإقليمية لكرة الهدف التابعة للاتحاد الدولي لرياضة المكفوفين 2011 في الفترة من 17 إلى 23 أكتوبر 2011 في أسينز، الدنمارك.
وكان هناك عشرة فرق للرجال: بلجيكا، الدنمارك، فنلندا، ألمانيا، المجر، ليتوانيا، سلوفينيا، إسبانيا، السويد، وتركيا. جاءت فنلندا في المركز الأول، وليتوانيا في المركز الثاني، والسويد في المركز الثالث.
وكان هناك عشرة فرق نسائية: الدنمارك، فنلندا، بريطانيا العظمى، ألمانيا، إسرائيل، روسيا، إسبانيا، السويد، تركيا، وأوكرانيا. جاءت الدنمارك في المركز الأول، وروسيا في المركز الثاني، والسويد في المركز الثالث.

### قونية 2013
أقيمت بطولة أوروبا الإقليمية لكرة الهدف التابعة للاتحاد الدولي لرياضة المكفوفين 2013، المجموعة الأولى، في الفترة من 1 إلى 11 نوفمبر 2013، في قونيا، تركيا.
وكان هناك عشرة فرق للرجال: بلجيكا، جمهورية التشيك، فنلندا، ألمانيا، ليتوانيا، سلوفينيا، إسبانيا، السويد، تركيا، وأوكرانيا. جاءت ليتوانيا في المركز الأول، وإسبانيا في المركز الثاني، وتركيا في المركز الثالث.
وكان هناك عشرة فرق نسائية: الدنمارك، فنلندا، بريطانيا العظمى، ألمانيا، إسرائيل، روسيا، إسبانيا، السويد، تركيا، وأوكرانيا. جاءت روسيا في المرتبة الأولى، وتركيا في المرتبة الثانية، وإسرائيل في المرتبة الثالثة.

### كاوناس 2015
أقيمت بطولة أوروبا الإقليمية لكرة الهدف التابعة للاتحاد الدولي لرياضة المكفوفين 2015 في الفترة من 5 إلى 12 يوليو 2015، في كاوناس، ليتوانيا. تم تنظيم البطولة من قبل الاتحاد الليتواني للرياضة للمكفوفين.
وكان هناك عشرة فرق للرجال: بلجيكا، جمهورية التشيك، فنلندا، ألمانيا، ليتوانيا، سلوفينيا، إسبانيا، السويد، تركيا، وأوكرانيا. جاءت تركيا في المركز الأول، وفنلندا في المركز الثاني، وليتوانيا في المركز الثالث.
وكان هناك عشرة فرق نسائية: الدنمارك، فنلندا، ألمانيا، اليونان، إسرائيل، روسيا، إسبانيا، السويد، تركيا، وأوكرانيا. جاءت تركيا في المرتبة الأولى، وروسيا في المرتبة الثانية، وأوكرانيا في المرتبة الثالثة.

### باجولاتي 2017
أقيمت بطولة أوروبا للاتحاد الدولي لرياضة المكفوفين لكرة الهدف أ لعام 2017 في الفترة من 15 إلى 23 سبتمبر 2017، في باجولاهتي، ناستولا، فنلندا.
وكان هناك عشرة فرق للرجال: بلجيكا، وجمهورية التشيك، وفنلندا، وألمانيا، واليونان، وليتوانيا، وسلوفينيا. جاءت ليتوانيا في المركز الأول، وألمانيا في المركز الثاني، وبلجيكا في المركز الثالث.
وكان هناك عشرة فرق نسائية: الدنمارك، وفنلندا، وبريطانيا العظمى، وألمانيا، واليونان، وإسرائيل، وروسيا. جاءت روسيا في المرتبة الأولى، وتركيا في المرتبة الثانية، وإسرائيل في المرتبة الثالثة.

### روستوك 2019
أقيمت بطولة أوروبا للاتحاد الدولي لرياضة المكفوفين لكرة الهدف أ لعام 2019 في الفترة من 5 إلى 14 أكتوبر 2019، في روستوك، ألمانيا.
وكان هناك عشرة فرق للرجال: بلجيكا، جمهورية التشيك، فنلندا، ألمانيا، اليونان، ليتوانيا، إسبانيا، السويد، تركيا، وأوكرانيا. جاءت ألمانيا في المركز الأول، وأوكرانيا في المركز الثاني، وليتوانيا في المركز الثالث.
وكان هناك عشرة فرق نسائية: الدنمارك، فنلندا، بريطانيا العظمى، ألمانيا، اليونان، إسرائيل، هولندا، روسيا، تركيا، وأوكرانيا. جاءت تركيا في المرتبة الأولى، وإسرائيل في المرتبة الثانية، وألمانيا في المرتبة الثالثة.

### سامسون 2021
أقيمت بطولة أوروبا الإقليمية لكرة الهدف التابعة للاتحاد الدولي لرياضة المكفوفين 2021 (المجموعة الأولى) في الفترة من الجمعة 5 إلى 12 نوفمبر 2021، في صالة ياشار دوغو الرياضية، سامسون، تركيا.
وكان هناك عشرة فرق رجالية: بلجيكا، فنلندا، ألمانيا، اليونان، ليتوانيا، الجبل الأسود، روسيا، إسبانيا، تركيا، وأوكرانيا. جاءت ليتوانيا في المركز الأول، وأوكرانيا في المركز الثاني، وتركيا في المركز الثالث.
وكان هناك عشرة فرق نسائية: الدنمارك، فنلندا، فرنسا، بريطانيا العظمى، ألمانيا، اليونان، إسرائيل، روسيا، تركيا، وأوكرانيا. جاءت روسيا في المرتبة الأولى، وتركيا في المرتبة الثانية، وإسرائيل في المرتبة الثالثة.

### بودغوريتشا 2023
أقيمت بطولة 2023 في بودغوريتشا، مقدونيا. 
وكان هناك عشرة فرق رجالية: بلجيكا، فنلندا، بريطانيا العظمى، ألمانيا، اليونان، إسرائيل، ليتوانيا، الجبل الأسود، تركيا، وأوكرانيا. جاءت أوكرانيا في المركز الأول، وليتوانيا في المركز الثاني، وتركيا في المركز الثالث.
وكان هناك تسعة فرق نسائية: فنلندا، فرنسا، بريطانيا العظمى، ألمانيا، اليونان، المجر، إسرائيل، تركيا، وأوكرانيا. جاءت تركيا في المرتبة الأولى، وإسرائيل في المرتبة الثانية، واليونان في المرتبة الثالثة.

## الاستضافة – القسم ب

### ليفوتشا 2002
أقيمت بطولة أوروبا 2002 (المجموعة الثانية) في ليفوتشا، سلوفاكيا. كان هناك ستة فرق رجالية في هذا القسم: كرواتيا، جمهورية التشيك، بريطانيا العظمى، سلوفاكيا، إسبانيا، والسويد.   
وجاءت السويد في المركز الأول، وإسبانيا في المركز الثاني، وجمهورية التشيك في المركز الثالث.

### براغ 2006
أقيمت بطولة أوروبا 2006 (المجموعة الثانية) في براغ، جمهورية التشيك. وكان هناك ثمانية فرق للرجال: بلجيكا، وجمهورية التشيك، وفنلندا، وبريطانيا العظمى، والمجر، وإيطاليا، وسلوفاكيا، وأوكرانيا.  
وجاءت بلجيكا في المركز الأول، والمجر في المركز الثاني، وجمهورية التشيك في المركز الثالث.

### باجولاتي 2008
أقيمت بطولة أوروبا الإقليمية لكرة الهدف التابعة للاتحاد الدولي لرياضة المكفوفين 2008 (المجموعة الثانية) في الفترة من 26 إلى 30 يونيو 2008، في باجولاتي، ناستولا، فنلندا. وكان هناك ثمانية فرق للرجال: جمهورية التشيك، والدنمارك، وفنلندا، وبريطانيا العظمى، وإيطاليا، وسلوفينيا، وتركيا، وأوكرانيا.  
جاءت سلوفينيا في المركز الأول، والدنمارك في المركز الثاني، وفنلندا في المركز الثالث.

### التصفيات الإقليمية 2010 (أسينز وإسكي شهر)
قسم الرجال
أقيمت منافسات القسم الرجالي لبطولة أوروبا 2010 في أسينز، الدنمارك. وكان هناك عشرة فرق رجالية: بلغاريا، الدنمارك، فنلندا، بريطانيا العظمى، ألمانيا، إسرائيل، إيطاليا، هولندا، روسيا، وتركيا.  
وجاءت فنلندا في المركز الأول، والدنمارك في المركز الثاني، وتركيا في المركز الثالث.
قسم السيدات
أقيمت منافسات قسم السيدات لبطولة أوروبا الإقليمية لكرة الهدف التابعة للاتحاد الدولي لرياضة المكفوفين 2010 في يوليو 2010، في إسكيشهير، تركيا. وكان هناك ستة فرق نسائية: المجر، وهولندا، وبولندا، وإسبانيا، وتركيا، وأوكرانيا.  
وجاءت أوكرانيا في المركز الأول، وتركيا في المركز الثاني، وإسبانيا في المركز الثالث.

### أسكولي بيتشينو 2012
أقيمت بطولة أوروبا الإقليمية لكرة الهدف التابعة للاتحاد الدولي لرياضة المكفوفين 2012 (المجموعة ب) في الفترة من 23 إلى 28 أكتوبر 2012، في أسكولي بيتشينو، إيطاليا.
وكان هناك عشرة فرق رجالية: بلجيكا، بلغاريا، جمهورية التشيك، الدنمارك، المجر، إسرائيل، إيطاليا، بولندا، روسيا، وأوكرانيا. جاءت جمهورية التشيك في المركز الأول، وبلجيكا في المركز الثاني، وأوكرانيا في المركز الثالث.
وكان هناك ستة فرق نسائية: ألمانيا، وبريطانيا العظمى، واليونان، والمجر، وهولندا، وتركيا. جاءت تركيا في المرتبة الأولى، وألمانيا في المرتبة الثانية، وبريطانيا العظمى في المرتبة الثالثة.

### بودابست 2014
أقيمت بطولة أوروبا الإقليمية لكرة الهدف التابعة للاتحاد الدولي لرياضة المكفوفين 2014 المجموعة ب في 24 سبتمبر 1904 في بودابست، المجر.
وكان هناك عشرة فرق رجالية: الدنمارك، والمجر، وإسرائيل، وإيطاليا، وبولندا، والبرتغال، وروسيا، وسلوفينيا، والسويد، وأوكرانيا. جاءت سلوفينيا في المركز الأول، والسويد في المركز الثاني، وأوكرانيا في المركز الثالث.
وكان هناك ستة فرق نسائية: بلجيكا، والدنمارك، وبريطانيا العظمى، واليونان، والمجر، والسويد. جاءت الدنمارك في المركز الأول، والسويد في المركز الثاني، واليونان في المركز الثالث.

### بورتو 2016
أقيمت بطولة الاتحاد الدولي لرياضة المكفوفين لكرة الهدف الأوروبية الإقليمية للمجموعة ب لعام 2016 في الفترة من 4 إلى 8 أكتوبر 2016 في بلدية مايا، بورتو، البرتغال.
وكان هناك عشرة فرق رجالية: الدنمارك، وبريطانيا العظمى، والمجر، وإسرائيل، وبولندا، والبرتغال، وروسيا، وسلوفينيا، وإسبانيا، وأوكرانيا. جاءت أوكرانيا في المرتبة الأولى، وبريطانيا العظمى في المرتبة الثانية، وسلوفينيا في المرتبة الثالثة.
وكان هناك تسعة فرق نسائية: بلجيكا، فرنسا، ألمانيا، بريطانيا العظمى، اليونان، المجر، هولندا، البرتغال، وإسبانيا. جاءت بريطانيا العظمى في المرتبة الأولى، وألمانيا في المرتبة الثانية، واليونان في المرتبة الثالثة.

### خوجوف 2018
أقيمت بطولة الاتحاد الدولي لرياضة المكفوفين لكرة الهدف الأوروبية الإقليمية 2018 المجموعة ب في الفترة من 22 إلى 30 سبتمبر 2018، في تشورزوف، بولندا.
وكان هناك عشرة فرق رجالية: بريطانيا العظمى، واليونان، والمجر، وإسرائيل، والجبل الأسود، وبولندا، والبرتغال، وسلوفينيا، وإسبانيا، وأوكرانيا. جاءت أوكرانيا في المركز الأول، واليونان في المركز الثاني، وإسبانيا في المركز الثالث.
وكان هناك تسعة فرق نسائية: بلجيكا، فنلندا، فرنسا، المجر، هولندا، بولندا، إسبانيا، السويد، وأوكرانيا. جاءت أوكرانيا في المركز الأول، وفنلندا في المركز الثاني، والسويد في المركز الثالث.

### باجولاتي 2021
أقيمت بطولة الاتحاد الدولي لرياضة المكفوفين لكرة الهدف الأوروبية ب لعام 2021 في الفترة من 3 يونيو 2021 إلى 6 يونيو 2021، في باجولاتي، ناستولا، فنلندا. كان من المقرر أصلاً أن تستضيف إسرائيل المؤتمر في الفترة من 15 إلى 22 أكتوبر 2021، ولكن تم نقله إلى فنلندا ولكن تم تأجيله من يناير 2021 بسبب جائحة كوفيد-19.  
وكان هناك عشرة فرق للرجال: بريطانيا العظمى، واليونان، وإسرائيل، وإيطاليا، والجبل الأسود، وبولندا، والبرتغال، ورومانيا، وروسيا، والسويد. وكان من المقرر في الأصل أن تحضر جمهورية التشيك وسلوفينيا، ولكن تم استبدالهما بإيطاليا ورومانيا. حصلت الجبل الأسود على المركز الأول، واليونان في المركز الثاني، وروسيا في المركز الثالث.
وكان هناك ستة فرق نسائية: الدنمارك، وفنلندا، وفرنسا، والمجر، وبولندا، وإسبانيا. جاءت فنلندا في المركز الأول، والدنمارك في المركز الثاني، وفرنسا في المركز الثالث.

### متزنيش 2022
أقيمت بطولة المجموعة الثانية في مركز الألعاب والمؤتمرات في متزنيش بالبرتغال في الفترة من 14 إلى 19 نوفمبر 2022.
وكان هناك عشرة فرق للرجال: بلغاريا، والدنمارك، وفنلندا، وبريطانيا العظمى، واليونان، وإسرائيل، وبولندا، والبرتغال، وإسبانيا، والسويد. جاءت إسرائيل في المرتبة الأولى، واليونان في المرتبة الثانية، وفنلندا في المرتبة الثالثة.
وكان هناك سبعة فرق نسائية: فنلندا، واليونان، والمجر، وإيطاليا، والبرتغال، وإسبانيا، وأوكرانيا. جاءت فنلندا في المركز الأول، واليونان في المركز الثاني، وأوكرانيا في المركز الثالث.

## الاستضافة – القسم ج

### القدس 2004
أقيمت بطولة أوروبا 2004 (المجموعة ج) في القدس، إسرائيل، اعتبارًا من يوم الأحد 1 أغسطس 2004. كان هناك سبعة فرق رجالية في هذا القسم: بلجيكا، كرواتيا، هولندا، إسرائيل، إيطاليا، النرويج، وأوكرانيا.
وجاءت إيطاليا في المركز الأول، وبلجيكا في المركز الثاني، وأوكرانيا في المركز الثالث.

### أنطاليا 2007
أقيمت بطولة أوروبا الإقليمية لكرة الهدف التابعة للاتحاد الدولي لرياضة المكفوفين 2007 (المجموعة ج) في أنطاليا، تركيا. وكان هناك تسعة فرق رجالية: بلغاريا، كرواتيا، اليونان، إسرائيل، هولندا، روسيا، صربيا، تركيا، وأوكرانيا.  
وجاءت تركيا في المركز الأول، وأوكرانيا في المركز الثاني، وهولندا في المركز الثالث.

### ألبوفيرا 2009
أقيمت بطولة القسم ج في ألبوفيرا، البرتغال، في أواخر مايو 2009، بمشاركة ثلاثة عشر فريقًا للرجال: أذربيجان، بلغاريا، كرواتيا، جمهورية التشيك، اليونان، إسرائيل، هولندا، بولندا، البرتغال، رومانيا، روسيا، سلوفاكيا، وأوكرانيا.  
وجاءت إسرائيل في المركز الأول، وهولندا في المركز الثاني، وبلغاريا في المركز الثالث.

### بياليستوك 2011
أقيمت بطولة أوروبا لكرة الهدف 2011 في الفترة من 13 إلى 18 سبتمبر 2011، في بياليستوك، بولندا، بمشاركة اثني عشر فريقًا للرجال: أذربيجان، كرواتيا، جمهورية التشيك، بريطانيا العظمى، اليونان، إسرائيل، مولدوفا، هولندا، بولندا، رومانيا، سلوفاكيا، وأوكرانيا.  
وجاءت جمهورية التشيك في المركز الأول، وبولندا في المركز الثاني، وأوكرانيا في المركز الثالث.

### ووستر 2013
أقيمت بطولة أوروبا الإقليمية لكرة الهدف التابعة للاتحاد الدولي لرياضة المكفوفين للرجال ج 2013 في الفترة من الخميس 5 إلى الأحد 8 سبتمبر 2013 في ووستر بإنجلترا، بمشاركة تسعة فرق رجال: أذربيجان، وبلغاريا، وكرواتيا، وبريطانيا العظمى، واليونان، وإيطاليا، وهولندا، والبرتغال، وروسيا.  
وجاءت روسيا في المركز الأول، والبرتغال في المركز الثاني، وإيطاليا في المركز الثالث.

### مالمو 2015
في عام 2015، أقيمت بطولة القسم ج في مالمو بالسويد، بمشاركة سبعة فرق رجال: بلغاريا، وكرواتيا، وبريطانيا العظمى، واليونان، وإيطاليا، والبرتغال، وروسيا.  
وجاءت بريطانيا العظمى في المركز الأول، وروسيا في المركز الثاني، والبرتغال في المركز الثالث.

### كيشيناو 2017
أقيمت بطولة الاتحاد الدولي لرياضة المكفوفين لكرة الهدف الأوروبية للمجموعة ج في الفترة من الأربعاء 6 إلى الأحد 10 سبتمبر 2017، في ساحة فوتسال إف إم إف ‏، سيوريسكو، بالقرب من كيشيناو، مولدوفا، مع اثني عشر فريقًا للرجال: بلغاريا، كرواتيا، الدنمارك، فرنسا، اليونان، إيطاليا، الجبل الأسود، مولدوفا، هولندا، البرتغال، رومانيا، وروسيا. جاءت اليونان في المركز الأول، والجبل الأسود في المركز الثاني، والبرتغال في المركز الثالث.

### لكويلة 2019
أقيمت بطولة أوروبا للاتحاد الدولي لرياضة المكفوفين لكرة الهدف ج لعام 2019 في الفترة من الثلاثاء 29 أكتوبر إلى السبت 2 نوفمبر 2019، في لاكويلا، منطقة أبروتسو، إيطاليا. وكان هناك اثنا عشر فريقًا للرجال: بلغاريا، كرواتيا، الدنمارك، فرنسا، المجر، إيطاليا، الجبل الأسود، هولندا، رومانيا، روسيا، سلوفينيا، وسلوفاكيا.  
وجاءت سلوفينيا في المركز الأول، والجبل الأسود في المركز الثاني، وروسيا في المركز الثالث.

### 2021 تارغو موريش
أقيمت بطولة أوروبا الإقليمية لكرة الهدف التابعة للاتحاد الدولي لرياضة المكفوفين 2021 (المجموعة ج) في الفترة من 14 إلى 21 نوفمبر 2021 في تارجو موريش، رومانيا، واستضافتها الجمعية الرومانية للمكفوفين، بمشاركة ثمانية فرق رجال: بلغاريا، والدنمارك، وفرنسا، وإيطاليا، وهولندا، ورومانيا، وصربيا، والسويد.  
وجاءت الدنمارك في المركز الأول، والسويد في المركز الثاني، وبلغاريا في المركز الثالث.

### روتردام 2023
أقيمت بطولة الاتحاد الدولي لرياضة المكفوفين لكرة الهدف الأوروبية – القسم ج لعام 2023 في مركز مؤتمرات روتردام أهوي، روتردام، هولندا، في الفترة من 10 إلى 14 أغسطس 2023 كجزء من بطولة أوروبا البارالمبية لعام 2023 ‏. وكان هناك ثمانية فرق للرجال: أذربيجان، بلغاريا، فرنسا، المجر، إيطاليا، هولندا، إسبانيا، والسويد.  
وجاءت السويد في المركز الأول، والمجر في المركز الثاني، وإسبانيا في المركز الثالث.